# Baltic Sea Philharmonic
Die Baltic Sea Philharmonic (vormals Baltic Youth Philharmonic) ist ein symphonisches Orchester, das sich aus Musikern aus den Ostseeanrainerstaaten Dänemark, Estland, Finnland, Deutschland, Lettland, Litauen, Norwegen, Polen, Russland und Schweden zusammensetzt. Mitbegründer und künstlerischer Leiter ist der Dirigent Kristjan Järvi.
Das Orchester ging aus der 2008 auf der Insel Usedom auf Initiative von Thomas Hummel, dem Leiter des Usedomer Musikfestivals, geschaffenen Baltic Youth Philharmonic hervor. Das Ensemble gewann schnell an Reputation, trat mit führenden Dirigenten und Solisten auf und ist bei renommierten Festivals und in den bedeutendsten Konzertsälen Europas präsent. 2015 wurde das Orchester von der Europäischen Kulturstiftung Pro Europa mit dem Europäischen Kulturpreis ausgezeichnet.
Im Jahr 2016 erfolgte die Umbenennung des Orchesters in Baltic Sea Philharmonic.